# بيري جاكسون
بيري جاكسون (بالإنجليزية: Perry Jackson)‏ هو لاعب كرة قدم أمريكية أمريكي، ولد في 31 أغسطس 1903 في مقاطعة دوغلاس في الولايات المتحدة، وتوفي في 27 أبريل 1988 في مونتين فيو في الولايات المتحدة.